# سامي رجل الإطفاء
سامي رجل الإطفاء (بالإنجليزية: Fireman Sam)‏، هو مسلسل رسوم متحركة بريطاني. ينتمي المسلسل إلى فئة سن الأطفال دون ثمانية سنوات، تعود جذور هذا المسلسل للعام 1987، حيث بدأت أولاً بطريقة تقنية إيقاف الحركة عن طريق الصلصال وفي 2008 تم تجديد المسلسل بصور مُتحركة حاسوبياً، حيث تم عرض أول حلقاته على شبكة بي بي سي ويستمر بث حلقات جديدة له على قنوات عالمية من بينها عربية.

## القصة
يتحدث المسلسل عن رجل الإطفاء يدعى سام (سامي) يعمل في إحدى القُرى الويلزية يساعد أهل القرية من مُختلف المخاطر سواءً كانت حريق أو غيرها.

## النسخة العربية
تمت دبلجة المُسلسل مرتان؛ المرة الأولى من قِبل قناة الجزيرة للأطفال والمرة الثانية وعُرض على قناة براعم.

## الأصوات العربية

### نسخة الدبلجة الأردنية

#### الموسم السادس-السابع
- جهاد مناصرة - سليم، فهد
- عامر أشتية - سامي، محسن
- ماهر جابر - أيمن، تامر، والد فاتن، شادي
- ليندا دعنا
- وفاء عبدالله
- فرح عناني
- رامي نصر

#### الموسم الثامن
- أحمد أبو سويلم - سليم، نبيه
- أحمد الآغا - سامي، نزار، شادي
- ماهر جابر - أيمن
- دينا الصفدي
- عامر أشتية - فهد، محسن
- رانيا فهد
- داوود عفيشات
- وفاء عبدالله
- سلام منتصر
- ربيع ادريس

#### نسخة الدبلجة المصرية
- إبراهيم غريب - أيمن

## روابط خارجية
- الموقع الرسمي
- سامي رجل الإطفاء على موقع IMDb (الإنجليزية)
- سامي رجل الإطفاء على موقع ميوزك برينز (الإنجليزية)
- سامي رجل الإطفاء على موقع ميوزك برينز (الإنجليزية)
- سامي رجل الإطفاء على موقع ليتربوكسد (الإنجليزية)
- سامي رجل الإطفاء على موقع كينوبويسك (الروسية)
- سامي رجل الإطفاء على موقع ألو سيني (الفرنسية)
- سامي رجل الإطفاء على موقع قاعدة بيانات الفيلم (الإنجليزية)